# Boxe aux Jeux panaméricains de 1991
Navigation
Édition précédente Édition suivante
Les compétitions de boxe anglaise des Jeux panaméricains 1991 se sont déroulées du 2 au 18 août à La Havane, Cuba. 
 Le vainqueur et le finaliste dans chaque catégories de poids obtenaient leur qualification pour les Jeux olympiques d'été de 1992 à Barcelone.

## Résultats

### Podiums
| Catégories                    | Or                    | Argent         | Bronze                            |
| Poids mi-mouches (-48 kg)     | Rogelio Marcelo       | Ricardo López  | Nelson Dieppa Fernando Retayud    |
| Poids mouches (-51 kg)        | José Ramos            | David Serradas | José Freitas Stephan Rose         |
| Poids coqs (-54 kg)           | Enrique Carrion       | Carlos Gerena  | Luis Ojeda Javier Calderón        |
| Poids plumes (-57 kg)         | Arnaldo Mesa          | Kenneth Friday | Rogerio de Brito Arnulfo Castillo |
| Poids légers (-60 kg)         | Julio González        | Patrice Brooks | Delroy Leslie William Irwin       |
| Poids super-légers (-63,5 kg) | Stevie Johnston       | Edgar Ruiz     | Luis da Silva Aníbal Acevedo      |
| Poids welters (-67 kg)        | Juan Hernández Sierra | Greg Johnson   | Santos Beltrán José Guzman        |
| Poids super-welters (-71 kg)  | Juan Carlos Lemus     | Miguel Jimenez | Lucas França Ravea Springs        |
| Poids moyens (-75 kg)         | Ramón Garbey          | Chris Johnson  | Richard Santiago Michael DeMoss   |
| Poids mi-lourds (-81 kg)      | Orestes Solano        | Raimundo Yant  | Dale Brown Terrence Poole         |
| Poids lourds (-91 kg)         | Félix Savón           | Shannon Briggs | Tom Glesby                        |
| Poids super-lourds (+91 kg)   | Roberto Balado        | Harold Arroyo  | Elio Ibarra Terry Campbell        |

### Tableau des médailles
| Place | Pays              | Médaille d'or, Amérique | Médaille d'argent, Amérique | Médaille de bronze, Amérique | Total |
| ----- | ----------------- | ----------------------- | --------------------------- | ---------------------------- | ----- |
| 1     | Cuba              | 11                      | 0                           | 0                            | 11    |
| 2     | États-Unis        | 1                       | 3                           | 2                            | 6     |
| 3     | Porto Rico        | 0                       | 3                           | 3                            | 6     |
| 4     | Canada            | 0                       | 2                           | 4                            | 6     |
| 5     | Mexique           | 0                       | 2                           | 3                            | 5     |
| 6     | Venezuela         | 0                       | 2                           | 2                            | 4     |
| 7     | Brésil            | 0                       | 0                           | 4                            | 4     |
| 8     | Guyana            | 0                       | 0                           | 2                            | 2     |
| 9     | Argentine         | 0                       | 0                           | 1                            | 1     |
| 9     | Colombie          | 0                       | 0                           | 1                            | 1     |
| 9     | Jamaïque          | 0                       | 0                           | 1                            | 1     |
| Total | 11 pays médaillés | 12                      | 12                          | 24                           | 48    |